# Super Seria 2005: Malbork
Super Seria 2005: Malbork, Nautilus Grand Prix – indywidualne, drugie w 2005 r. zawody siłaczy z cyklu Super Serii.
Data: 16 lipca 2005

Miejsce: Malbork  Polska
WYNIKI ZAWODÓW:
| Miejsce | Zawodnik             | Kraj              | Punkty      |
| ------- | -------------------- | ----------------- | ----------- |
| 1.      | Mariusz Pudzianowski | Polska            | 45          |
| 2.      | Sławomir Toczek      | Polska            | 30          |
| 3.      | Jesse Marunde        | Stany Zjednoczone | 27          |
| 4.      | Elbrus Nigmatullin   | Rosja             | 27          |
| 5.      | Raivis Vidzis        | Łotwa             | 22          |
| 6.      | Janne Virtanen       | Finlandia         | 20          |
| 7.      | Mychajło Starow      | Ukraina           | 19          |
| 8.      | Dave Ostlund         | Stany Zjednoczone | 11          |
| 9.      | Steve Bourgeois      | Kanada            | nie zalicz. |
| 10.     | Tarmo Mitt           | Estonia           | nie zalicz. |
| 11.     | Carl Waitoa          | Nowa Zelandia     | nie zalicz. |
| 12.     | Odd Haugen           | Norwegia          | nie zalicz. |

Czterech najlepszych zawodników zakwalifikowało się do indywidualnych Mistrzostw Świata Strongman 2005.